# 大和町立宮床小学校
大和町立宮床小学校（たいわちょうりつ みやとこしょうがっこう）は、宮城県黒川郡大和町にある公立小学校である。大和町の西南、1666年に伊達政宗の孫宗房が初代藩主となった城下町だった地域に立地している。

## 沿革
- 1873年（明治6年）8月 - 宮城県第1中学校区第43小学校区宮床小学校として、難波分校と同時に松岩寺に開校。
- 1881年（明治14年）7月 - 新校舎を下小路に新築。
- 1940年（昭和15年）11月 - 校歌制定。
- 1941年（昭和16年）4月 - 宮床国民学校と改称
- 1947年（昭和22年）4月 - 宮床村立宮床小学校と改称。
- 1955年（昭和30年）4月 - 大和町立宮床小学校と改称。
- 1964年（昭和39年）5月 - 完全給食実施。
- 1968年（昭和43年）9月 - プール落成。
- 1971年（昭和46年）8月 - 新校舎へ移転。
- 1991年（平成3年）4月 - 小野分校が大和町立小野小学校として独立。
- 1996年（平成8年）3月 - 校舎大規模改修完工
- 1998年（平成10年）3月 - コンピュータ室設置
- 2003年（平成15年）10月 - 校舎大規模改修工事・耐震補強工事
- 2010年（平成22年）3月 - 遊具新設
- 2011年（平成23年）4月 - 震度5強地震で、体育館床に被害発生。
- 2011年（平成23年）4月21日 - 始業式・入学式を遅れて実施。
- 2016年（平成28年）4月 - 難波分校が閉校。

## 教育目標
- 心豊かでたくましい児童の育成

目指す児童像
明るく助け合う子
進んで学ぶ子
からだをきたえる子

## 学区
宮床の赤渕上、赤渕下、久保田、赤坂、山崎、西ノ原、松ケ森、山田、森ノ腰、中原、神原、中室、川原田、綱木向、松倉、綱木、上綱木、撫倉、松倉、鍛治屋、朴木田、割田、天王、般若殿、見当、草野川、小寺地、笹倉、駒込、前原、宮田、川窪、石塚、五寺ノ坊、長倉、高屋敷、中野、戸崎、牛喰、鳥田、仁田、佐手山、深山、摺萩、新小路、八坊原、妖女鬼沢、大椚、薬研坂、谷地中、荻ケ倉、四辻、下小路、兎野一番、兎野二番、向原、磯ケ沢一番、磯ケ沢二番、高山、滝原、新田上、前北子、樋田下、兵士ケ原、蛇石、蛇石一番、蛇石二番、袖北子向、袖北子、中山、樋田上、樋田中、新田中、新田下、難波、新難波、新樋田、難波下

## 卒業生の進路
公立中学校の場合
- 大和町立宮床中学校

## アクセス
- 東北自動車道大和ICから車で約15分